# Jarosław Hrycak
Jarosław Josypowycz Hrycak (ukr. Ярослав Йосипович Грицак, ur. 1 stycznia 1960 w Dołhem w rejonie stryjskim) – ukraiński historyk, intelektualista, profesor i szef katedry historii Ukrainy na Ukraińskim Uniwersytecie Katolickim we Lwowie, były dyrektor Instytutu Badań Naukowych Uniwersytetu Lwowskiego i profesor wizytujący Central European University w Budapeszcie. Członek Komitetu Naukowego Collegium Artium w Warszawie. Redaktor naczelny czasopisma naukowego „Ukraina Moderna”.

## Życiorys
W latach 1977–1982 student wydziału historycznego Uniwersytetu im. Iwana Franki, w 1987 roku otrzymał stopień doktora, w 1996 roku habilitację. W latach 1996–2009 dyrektor Instytutu Badań Historycznych na Uniwersytecie im. Iwana Franki. W latach 1999–2005 wiceprezydent Międzynarodowego Stowarzyszenia Ukrainistów.
21 grudnia 2014 został nominowany przez prezydenta Petra Poroszenkę (wraz z Refatem Czubarowem i Jewhenem Zacharowem) na stanowisko członka komisji konkursowej Narodowego Biura Antykorupcyjnego Ukrainy.

## Odznaczenia i nagrody
- Odznaka Honorowa „Bene Merito” – 2009, Polska[4]
- Nagroda im. Jerzego Giedroycia (2013) – za książkę Prorok we własnym kraju. Iwan Franko i jego Ukraina (1856-1886)
- Nagroda im. księdza Józefa Tischnera (2024)[5]

## Publikacje w języku polskim
- Dlaczego doznała porażki rewolucja ukraińska?, „Wiadomości Historyczne” 40 (1997), nr 3, s. 139-146.
- Ukraińska rewolucja 1914-1923. Nowe interpretacje, „Przegląd Wschodni” 5 (1998), z. 2, s. 217-235.
- Instytut Badań Historycznych Państwowego Uniwersytetu im. Iwana Franki we Lwowie. „Biuletyn Południowo-Wschodniego Instytutu Naukowego” nr 4, 1998, s. 191-200.
- Stosunki polsko-żydowskie w postradzieckiej historiografii ukraińskiej [w:] Historycy polscy i ukraińscy wobec problemów XX wieku, pod red. Piotra Kosiewskiego i Grzegorza Motyki. Kraków: „Universitas” 2000, s. 102-108.
- Historia Ukrainy 1772–1999: Narodziny nowoczesnego narodu, przeł. Katarzyna Kotyńska. Lublin, 2000 (ISBN 83-85854-50-9)
- Lwów w Europie Środka [w:] Kraków i Lwów w cywilizacji europejskiej. Materiały międzynarodowej konferencji zorganizowanej w dniach 15-16 listopada 2002, red. Jacek Purchla, Kraków: Międzynarodowe Centrum Kultury 2003, s. 11-33.
- Nowa Ukraina. Nowe interpretacje, Wrocław 2009 (ISBN 978-83-61617-58-7)
- Ukraina. Przewodnik Krytyki Politycznej, Iza Chruślińska (wywiad rzeka), Gdańsk-Warszawa, 2009. (ISBN 978-83-61006-72-5), wyd. drugie 2022
- Prorok we własnym kraju. Iwan Franko i jego Ukraina (1856-1886), przeł. Anna Korzeniowska-Bihun, Anna Wylegała, Warszawa: Wydawnictwo Krytyki Politycznej 2010.
- Ukraina. Wyrwać się z przeszłości, przeł. Katarzyna Kotyńska, Joanna Majewska, wyd. Międzynarodowe Centrum Kultury, Kraków 2023